# Таволжанский (Волгоградская область)
Таволжанский — хутор в Новоаннинском районе Волгоградской области России. Входит в состав Староаннинского сельского поселения. Население 162 человека (2010).

## География
Расположен в северо-западной части области и находится в лесостепи, у р. Бузулук.
Уличная сеть состоит из четырёх географических объектов: Овражный пер., ул. Зелёная, ул. Центральная, ул. Южная.
Абсолютная высота 75 метров над уровня моря
.

## Население
| 2010 |
| ---- |
| 162  |

Гендерный состав
По данным Всероссийской переписи населения 2010 года в гендерной структуре населения из 162 человек мужчин — 75, женщин — 87 (46,3 53,7 % соответственно).
Национальный состав
Согласно результатам переписи 2002 года, в национальной структуре населения
русские составляли 98 % из общей численности населения в 169 человек

## Инфраструктура
Развитое сельское хозяйство. Личное подсобное хозяйство.

## Транспорт
Выезд на автодорогу «Самойловка (Саратовская область) — Елань — Преображенская — Новоаннинский -
Алексеевская — Кругловка — Шумилинская (Ростовская область) (в границах территории Волгоградской области)» (идентификационный номер 18 ОП РЗ 18К-6) (Постановление Администрации Волгоградской обл. от 24.05.2010 N 231-п (ред. от 26.02.2018) «Об утверждении Перечня автомобильных дорог общего пользования регионального или межмуниципального значения Волгоградской области»).
Просёлочные дороги.